# Alan Crolius
Pour les articles homonymes, voir Crolius.
Alan Crolius est un acteur américain né le 31 mars 1889 à Chicago, et mort le 3 mai 1936 à Philadelphie. 

## Filmographie sélective
- 1913 : A Tudor Princess de J. Searle Dawley
- 1914 : A Lonely Road de Walter Edwin
- 1914 : A Princess of the Desert de Walter Edwin
- 1914 : The Southerners
- 1914 : The Two Vanrevels de Richard Ridgely
- 1914 : In the Shadow of Disgrace de Richard Ridgely
- 1914 : Meg o' the Mountains
- 1914 : Farmer Rodney's Daughter de Richard Ridgely
- 1914 : One Touch of Nature d'Ashley Miller
- 1915 : Killed Against Orders de Langdon West